# Confederación Kimek-Kipchak
La confederación Kimek-Kipchak fue un Estado turquíco medieval formado por los pueblos Kimek y Kipchak en el área entre los ríos Obi e Irtish. Desde finales del siglo IX hasta 1050, existió como kaganato y como kanato hasta la conquista mongol a principios del siglo XIII.

## Nombre
En la historiografía, esta confederación o unión tribal era conocida como la de los Kimek (Kimäk, Kīmāk). En el siglo X, Hudud al-'Alam lo menciona como el país de Kīmāk, gobernado por un khagan (rey) secundado por once tenientes que poseían sus feudos hereditarios. Las inscripciones turcas no mencionan el estado con ese nombre. Según Marquart, el nombre Kīmāk (pronunciado Kimäk) se deriva de Iki-Imäk, "los dos Imäk", probablemente refiriéndose a los dos primeros clanes de la federación.

## Origen
La confederación Kimek se originó como una unión tribal de siete tribus o clanes. Estas tribus se originaron en las estepas del este de Asia Central. La mayor parte de estos emigraron a la actual Kazajistán después de la destrucción del Kanato uigur (840). El estado Kimek se formó a fines del siglo IX y principios del siglo X, compuesto de dominios tribales, gobernado por un khagan que era el líder supremo entre los otros líderes tribales secundarios.

## Antecedentes históricos
Desde el siglo VII hasta el siglo XII, las culturas Kimak y Kipchak fueron idénticas. Los vecinos del sur de los kimeks fueron los Qarluqs, quienes preservaron su independencia por otros 200 años. La residencia del kan de los kimeks se encontraba en la ciudad de Imakia a orillas del Irtish.
A mediados del siglo VII, los kimeks vivían cerca del Irtish, al norte del Macizo de Altái, como parte del kanato de los Turcos occidentales. Después de la desintegración del kanato de los Turcos occidentales en 743, una parte de los Kimeks permaneció en el sucesor hegemónico de aquel, el Kanato uigur (740–840), y la otra parte mantuvo su independencia. Durante ese período se consolidó un núcleo de las tribus Kimeks. El jefe de la confederación Kimeks tenía el título de shad tutuk, es decir, "Príncipe gobernante o gobierno". La tribu Imak (Yemak, Kimak) se convirtió en la líder de la unión, y más tarde en el Kaganato Kimek. En otra transcripción, el nombre tribal. suena como "Kai", que en mongol significa "serpiente". Posiblemente fue durante la consolidación de las siete tribus que apareció la expresión "Una serpiente que posee siete cabezas".
Antes de la mitad del siglo VIII, los kimeks tenían de vecinos a los Qarluks y a los Tokuz-Oguzes en el sur, y a los Kirguises del Yenisei en el este. Después de la disolución del kanato de los Turcos occidentales en 743, el cuerpo principal de los kimeks permaneció en el área de Irtish. A finales del siglo VIII o principios del siglo IX, parte de las tribus Kimeks emigraron en dos direcciones, al noroeste a los Urales y al sudoeste al norte de Zhetysu. La migración cambió la composición étnica de las áreas del Volga medio y del bajo Kama en el oeste. Desde la zona del Irtish, los kimeks ocuparon el territorio entre los ríos Yaik y Emba, y entre las estepas del Aral y del Caspio, hasta la zona de Zhetysu.
Entre los siglos IX y XI, los kimek se concentraron en la cuenca media de Irtish y en el noreste de Semirechie.

## Historia

### SiglosIXyX
Después de la ruptura del kanato uigur en 840, las tribus de Asia Central se encontraron desarraigadas. Porciones de los túrquicos Eymür, Bayandur y las tribus tártaras se unieron al núcleo de las tribus kimeks. Las tribus tártaras ya eran miembros de la confederación Kimek, algunas ya habían participado en la formación inicial del kanato Kimek. Los Kipchaks también tenían su Khanlyk, pero políticamente dependían de los kimek. La tribu Kimek, que dominaba en su mayoría, vivía en las orillas de Irtish. Los kipchaks, descritos por Hudud al-Alam, ocuparon un territorio separado ubicado al oeste, aproximadamente en la parte sureste de los Urales meridionales. Los cronistas chinos escribieron sobre las montañas de la tierra de los Kipchaks: en la crónica Üan-shi, estas montañas se llaman Üyli-Boli, y los kipchaks se llaman "Tsyn-cha". Al norte de los Kipchaks y los kimeks habìa un bosque infinito.
De todas las numerosas tribus, los kimeks estaban listos para encabezar una nueva unión tribal política. Crearon un nuevo estado de kanato Kimek, una federación de siete tribus, siete Khanlyks. Abu Said Gardezi (m. 1061) escribió que el estado Kimek incorporó siete tribus relacionadas: Kimeks, Yamak, Kipchaks, Tártaros, Bayandur, Lanikaz y Ajlad. En su apogeo, el kanato Kimek tenía 12 tribus nucleares, que se extendían desde el río Irtish y las montañas Altái en el este hasta la estepa del Mar Negro en el oeste, en las franjas de la taiga en el norte y hacia el sur en la estepa del desierto. Después de su declive, los kimeks Jeti-Su se retiraron de nuevo a la región superior de Irtish, y los Kipchak-Kimaks occidentales se asentaron en las estepas pónticas septentrionales. Los kimeks eran originalmente tengrianos, posiblemente con algunas comunidades cristianas nestorianas. En el siglo XI, el islam realizó algunas incursiones.
- Datos: Q2477776